# Bà Ngô Bá Thành
Phạm Thị Thanh Vân (1931–2004), hay còn gọi là bà Ngô Bá Thành (Ngô Bá Thành là tên người chồng quá cố của bà) nguyên là Chủ nhiệm Ủy ban pháp luật Quốc hội các khoá VI, VII, VIII và X, nguyên Phó Chủ tịch Hội Luật gia Việt Nam, nguyên Phó Chủ tịch Hội Liên hiệp Phụ nữ Việt Nam.

## Tiểu sử và sự nghiệp
Bà sinh ra tại xã Tùng Ảnh, huyện Đức Thọ, tỉnh Hà Tĩnh, là con gái của ông Phạm Văn Huyến, một trong những bác sĩ thú y đầu tiên của Việt Nam. Năm 26 tuổi, bà bảo vệ xuất sắc luận án tiến sĩ Luật so sánh tại Pháp mặc dù đã có bốn người con. Trường Đại học quốc tế Paris đã mời bà về làm giảng viên về Luật so sánh. Sau đó bà sang Tây Ban Nha học Luật tại Đại học Barcelona và nhận bằng tiến sĩ xuất sắc về Luật công ty. Bà đã được đích thân Tổng thư ký Liên Hợp Quốc thời bấy giờ, ông Dag Hammarskjöld, mời làm việc cho ban luật quốc tế với tư cách là nữ luật gia Việt Nam đầu tiên thông thạo ba hệ thống pháp luật và ba ngoại ngữ Anh, Pháp và Tây Ban Nha. Tuy nhiên bà đã từ chối để nhận vị trí giám đốc Nghiên cứu Khoa học kiêm Giám đốc tổ chức tại Trường quốc tế Paris.
Trong thời Chiến tranh Việt Nam bà là một đại diện tiêu biểu của thành phần thứ ba. Năm 1970, bà là Chủ tịch Ủy ban Phụ nữ đòi quyền sống, nêu vai trò của người phụ nữ trong phong trào đòi hòa bình: nói lên tiếng nói của mình, đòi lại quyền sống cho chồng con, em cháu và cho chính mình.
Bà là Phó Chủ tịch Hội luật gia Việt Nam, Uỷ viên Đoàn chủ tịch Ủy ban Trung ương Mặt trận Tổ quốc Việt Nam, nguyên Chủ nhiệm Uỷ ban pháp luật Quốc hội, Đại biểu Quốc hội từ khóa VI đến khóa VIII và khóa X. Tuy nhiên trong lần ứng cử tại thành phố Hồ Chí Minh năm 1992 vào Quốc hội khóa IX, bà đã không được bầu. Trong trả lời phỏng vấn của đài BBC, bà đã tức giận gọi đây là sự gian lận. Đến khóa sau, bà được Mặt trận Tổ quốc Việt Nam giới thiệu ra ứng cử tại Hà Nội và đã trúng cử vào Quốc hội khóa X (1997). Tới lần bầu cử Quốc hội khóa XI, bà cũng ra ứng cử tại Hà Nội nhưng đã thất cử mặc dù đang là Chủ nhiệm Ủy ban pháp luật của Quốc hội khóa X.
Bà cũng có tên trong danh sách của Viện Tiểu sử Hoa Kỳ (ABI) như là "Người phụ nữ của năm 1998" và cũng năm đó trong danh sách Trung tâm tiểu sử quốc tế (IBC) như là "Người phụ nữ thiên niên kỷ" và "Phó tổng giám đốc Trung tâm tiểu sử quốc tế đầu tiên khu vực châu Á".

## Nhìn từ bên ngoài
Tại Pháp, nơi bà Ngô Bá Thành du học và hoạt động chính trị trước 1975, một số người cho rằng bà Ngô Bá Thành đã không trung thành với lý tưởng của phong trào thứ ba là phản chiến và phi chính trị khi bà về nước phục vụ trong bộ máy xã hội chủ nghĩa sau 1975.

## Câu nói bất hủ
- "Ở Việt Nam ta đã có cả một rừng luật nhưng khi xét xử lại dùng luật rừng!"[5]